# 박옥규
박옥규(朴沃圭, 1901~1970)은 대한민국의 군인이며, 대한민국 제2대 해군참모총장을 지냈다.

## 생애
대한제국 초기 1901년에 전라도 거문도에서 태어났다. 갑종면허 취득 이후 항해 관련 업무를 하다가 해군 특교대 입대 이후 군인의 길을 걸었다. 대한민국 해군 초창기의 일원 중 하나로서, 해군의 발전에 기여하였으며, 해군참모총장직을 역임하였다. 1971년에 사망하였다.

## 학력
- 거문공립보통학교
- 조선총독부 교통부 고등해원양성소

## 경력
- 갑종면허 취득[2]
- 부산항도선사
- 초대 부산항만청장
- 대한조선청장
- 해군 제5차 특교대 입대
- 해군본부 감찰감
- 해군작전참모부장
- 제2대 해군참모총장